# Dashtadem (Lorri)
Pour l’article homonyme, voir Dashtadem (Aragatsotn).
Dashtadem (en arménien Դաշտադեմ ) est une communauté rurale du marz de Lorri en Arménie. En 2008, elle compte 129 habitants.